# Ухул
Уху́л (лезг. Гылар, Угулар, Ыгылар) — село в Ахтынском районе Дагестана. Образует сельское поселение село Ухул как единственный населённый пункт в его составе. Несмотря на официальные данные, в 2010 году Ухул покинули последние жители, но в 2014 году 15 семей выходцев из Ухула выразили желание вернуться на родину.
Глава администрации — Наби Юсуфович Гаджиев.

## География
Село Ухул расположено на боковом хребте Шалбуздага, к западу от самой вершины. На берегу реки Муглахчай, которая стекает с Шалбуздага, набирая воды попутных ручьёв, и впадает в реку Ахтычай у села Курукал. Расстояние до районного центра Ахты — 27 километров. Ухул самое высокогорное село Ахтынского района.
Близ села расположены урочища: Вацӏун гъенер, Камай, Къапал, Къацугъ никӏер, Кьвечӏер дагъ, Лекь дагъ «гора Леков», Чӏикӏер чӏун, Тӏегъуьн пад, Харапӏар, Цӏар, Цула кал, Чӏулав шим, Амбар булах, Мегьмедан кьил хай булах, Лукьманан булах.
Ухул делится на кварталы: Багьар магьле, Мегер магьле, Хшар магьле, Мафар магьле.

## История
Точное время основания неизвестно. Согласно рассказам старожилов сел Ухул и Мискинджа, первоначально село Судур находилось на горе «Сутӏар», недалеко от села Ухул. Примерно в XI веке н.э. часть судурцев переселилась в Ухул ныне Ахтынского района, вторая часть переселилась в Мискинджу ныне Докузпаринского района, а третья часть основала село Судур ныне Гусарского района.
С начала XVI века по 1839 год Ухул входил в Докузпаринское вольное общество. В 1839 году село было присоединено к Российской империи. Ухул относился к Докузпаринскому наибству Самурского округа. Вместе с сёлами Храх и Лгапиркент образовал Ухульское сельское общество. В 1929 году Ухул был включён в состав новообразованного Ахтынского района. Вместе с сёлами Лгапиркент и Храх образовал Ухульский сельсовет.
На фронтах Великой Отечественной войны погибли 33 ухульца, в родное село возвратились 22.
5 июня 2016 года на референдуме жители 100 % поддержали объединение сельского поселения села Ухул с селом Курукал для образования сельского поселения сельсовет Ухульский с административным центром в селе Курукал.

## Население
| 1886 | 1895  | 1926 | 1939 | 1959 | 1970 | 1989 |
| ---- | ----- | ---- | ---- | ---- | ---- | ---- |
| 1110 | ↗1112 | ↘473 | ↘237 | ↗335 | ↗395 | ↘213 |
| 2002 | 2010  | 2012 | 2013 | 2014 | 2015 | 2016 |
| ↘210 | ↗223  | ↘220 | ↗221 | ↘214 | ↘211 | →211 |
| 2017 | 2018  | 2019 | 2020 | 2021 | 2023 | 2024 |
| ↘205 | ↘201  | ↘200 | ↗201 | ↘167 | ↘164 | →164 |
| 2025 |       |      |      |      |      |      |
| ↗166 |       |      |      |      |      |      |

По национальности жители села лезгины, по вероисповеданию мусульмане-сунниты.
В 1869 году в селе проживал 831 человек, из них мужчины — 447, женщин 384. Село состояло из 102 дворов. В 1886 году в селе проживало 1110 человек.
Население Ухула исторически делится на родовые патронимы — тухумы (лезг. сихил): Шагьар, Къирихар, Къацанар, Такацар, Пахълар, Идрисар, Къирер, Панагьар.

## Экономика и инфраструктура
В селе действует Ухульская начальная школа, крестьянское (фермерское) хозяйство «Ухулви», сельскохозяйственный производственный кооператив «Шалбуздаг».

## Известные уроженцы
- Исаев, Радик Велединович — российский и азербайджанский тхэквондист, Олимпийский чемпион, чемпион мира и Европы по тхэквондо[31].